# 軽空母

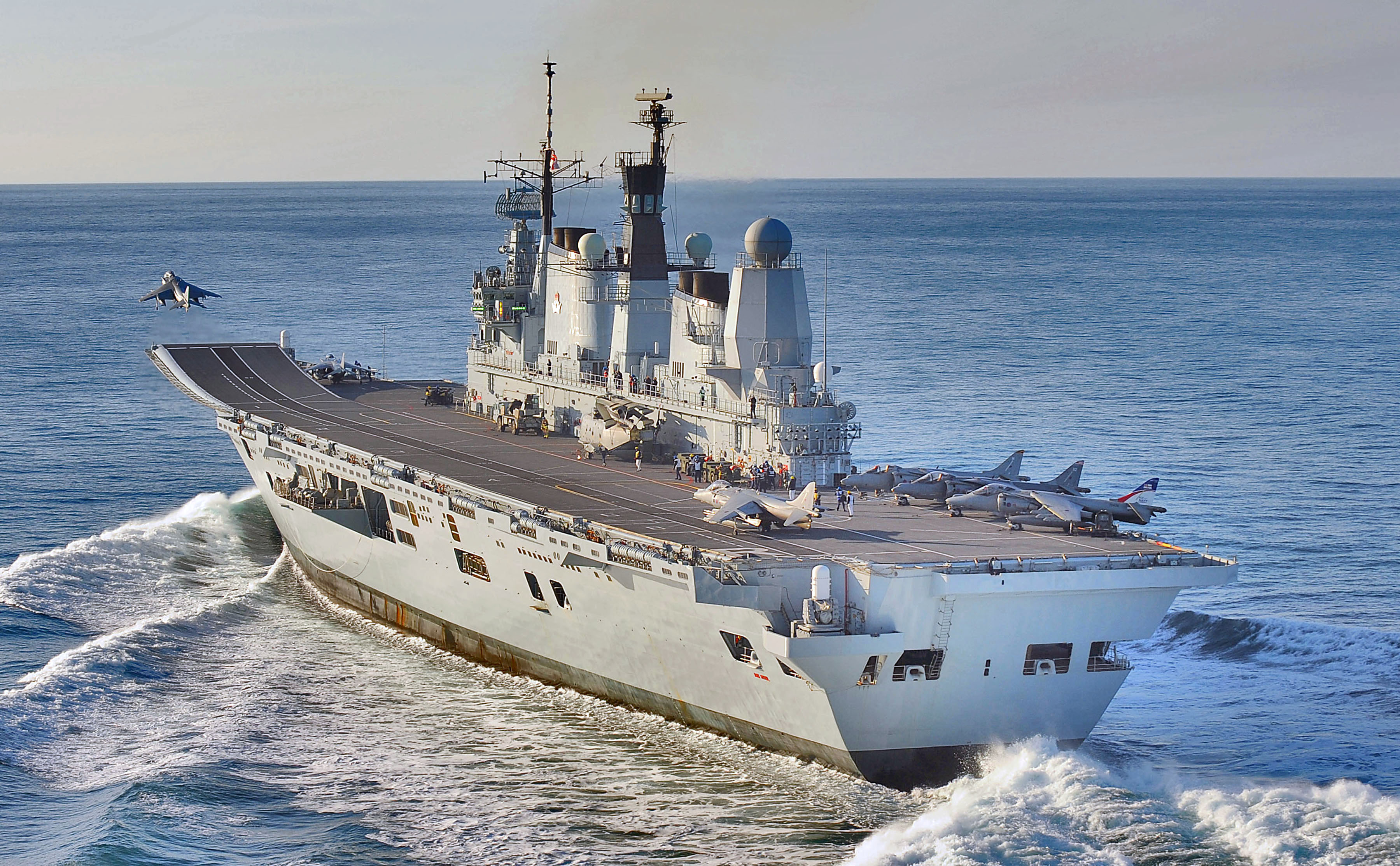
イギリス海軍で運用されていたインヴィンシブル級「アーク・ロイヤル (空母・3代)」

軽空母（けいくうぼ、英語: light aircraft carrier, CVL）は、航空母艦のうち小型のもの。当初は正規空母の補助兵力として、これと同様のCTOL機を搭載・運用する艦がこのように称されていたが、後にヘリ空母のなかでV/STOL機も搭載する艦を指すようになった。

## CTOL機搭載艦

### 大戦期

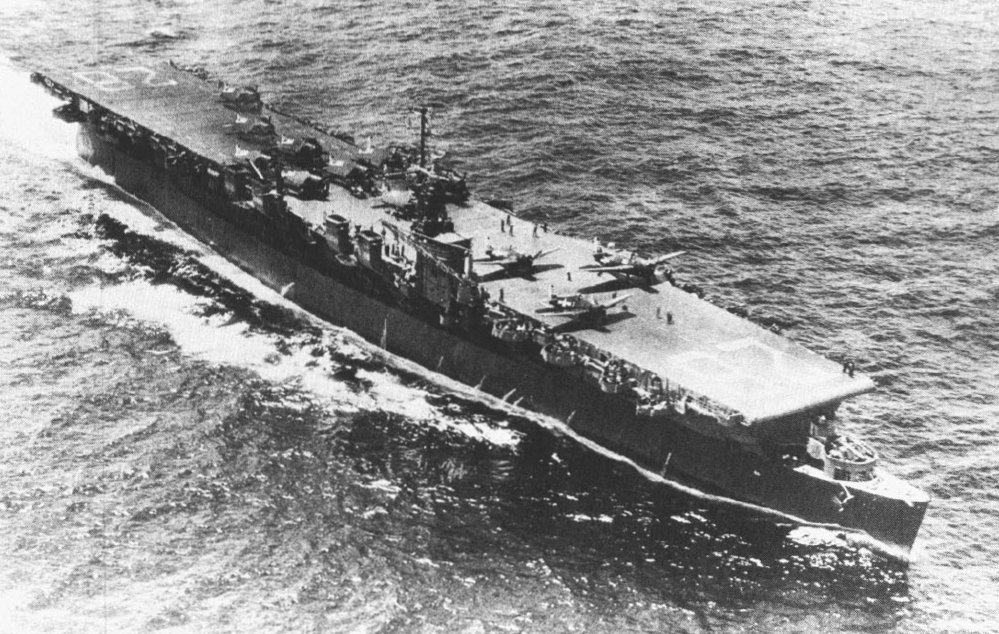
F6F-5艦上戦闘機とTBM雷撃機を搭載したインディペンデンス級航空母艦

ワシントン海軍軍縮条約に調印した列強各国は、航空母艦の保有枠と定義を受け入れた。艦型については「特例をのぞき基準排水量27,000トン、備砲8インチ以下など各種武装制限あり」としたが、1万トン以下の補助航空母艦について制限を設けなかった。
大日本帝国海軍は、ワシントン海軍軍縮条約での空母保有制限を回避するため、基準排水量1万トン以下の補助艦艇を建造したり、改装することにした。さらに戦艦改造空母「加賀」が就役するまで、大型空母「赤城」と補助的航空母艦3隻（鳳翔、能登呂、若宮）で航空戦隊を編制して凌ぐことになった。ここに空母は「航空母艦」と「補助航空母艦」に区分され、日本海軍の特務艦（運送艦）「能登呂」や「神威」が、航空母艦や補助空母として扱われた事例がある。さらに日本海軍は、列強各国の一部の水上機母艦も補助空母と認識するに至った。
日本海軍は、昭和2年度計画で、ワシントン軍縮条約の空母制限外艦艇（一万トン以下、補助航空母艦）「龍驤」を建造した。だが1930年1月下旬から始まったロンドン海軍軍縮会議で、日本側は欧米列強の優秀な貨客船が空母に改造される事を懸念し、武装商船（補助空母、仮装巡洋艦）の規制を提案する。アメリカ側は「1万トン以下は空母に含めず」という従来案を主張したが、ロンドン海軍軍縮条約ではこちらも制限対象となった。
1932年（昭和7年）1月に第一次上海事変が発生し、正式の航空母艦（加賀）と共に、「能登呂」が実戦投入されて活躍した。補助空母として扱われていた「能登呂」や「神威」は、1934年（昭和9年）5月31日に艦艇類別等級において新設された水上機母艦に類別された。1935年の第四艦隊事件の影響もあって、続く②計画の「蒼龍」は純然たる中型空母となった。またロンドン海軍軍縮条約による空母保有トン数の厳しい制限への対応策として、その制限の枠外となる補助艦艇の一部（水上機母艦、潜水母艦）について、あらかじめ空母に転用可能なように準備しておくことを構想した。これによって後に空母として改造されたのが大鯨型潜水母艦を改造した「龍鳳」、剣埼型潜水母艦を改造した「瑞鳳」と「祥鳳」、千歳型水上機母艦を改造した「千歳」と「千代田」であった。これらの艦は改造空母のなかでも正規空母に準じる性能を備えていたことから、ミッドウェー海戦で壊滅した艦隊航空兵力を補充する軽空母として、機動部隊の再建に大きく寄与した。
またイギリス海軍も、第二次世界大戦の開戦とともに空母の急速建造が急務となったことから、従来の艦隊空母と比べて排水量・速力を妥協し、甲鉄防御は全廃して、構造も商船類似の方式とした軽艦隊空母（light fleet aircraft carriers）の建造に移行し、まずコロッサス級10隻が建造された。その後、改良型のマジェスティック級・セントー級も建造されたものの、これらはいずれも終戦までには完成しなかった。
一方、アメリカ海軍は1938年より軽空母の検討に着手したものの、航空運用機能に優れた正規空母を重視していたこともあって、いずれも実現しなかった。しかし太平洋戦争の開戦を控えて、エセックス級航空母艦の整備計画の進捗に不安を抱いたフランクリン・ルーズベルト大統領の意向を受けて、1942年1月になって軽空母の建造が決定された。これは巡洋艦の設計を発展させることで、護衛空母と同程度の航空運用機能を備えつつ、機動部隊の構成艦たりうる速力・機動力を確保するものであり、まずインディペンデンス級として就役した。
同級は様々な不満はあったものの、戦時中には高速機動部隊の補助兵力として活用された。またその後、1944年度でもサイパン級が建造されたものの、2隻が建造されるにとどまった。これらの艦は、当初は他の艦隊空母と同様にCVの船体分類記号が付与されていたが、1943年7月15日、正規空母から区分されて軽空母（small aircraft carrier）と類別され、CVLの船体分類記号が付与された。

### 冷戦期

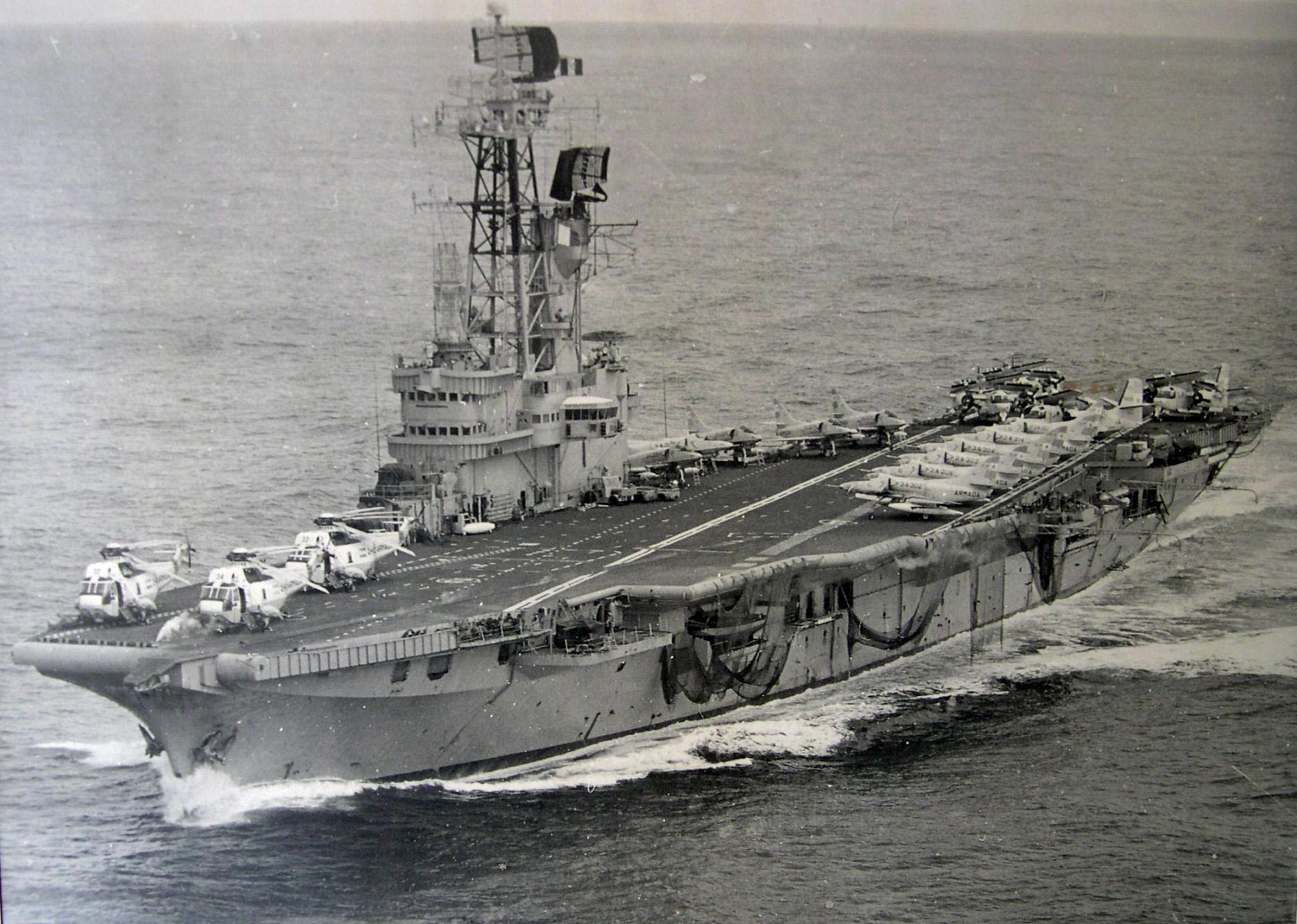
A-4艦上攻撃機などを搭載した「ベインティシンコ・デ・マヨ」

1940年代後半、冷戦構造の成立とともに、西側諸国は、ソ連海軍の潜水艦戦力への対抗を迫られた。ヨーロッパで東西の武力衝突が発生した際、アメリカ本土から速やかに増援・補給が行われることが期待されていたが、これに対し、ソ連海軍はドイツ海軍のUボートの技術をもとにした高性能潜水艦の整備を進めており、後方連絡線を巡って再び大西洋の戦いが発生することが予測された。また大西洋の中央部には、地上基地からの対潜哨戒機が到達できない間隙が発生することから、船団護衛だけでなく、この海域をカバーすることも求められた。
この状況に対応して対潜戦能力の強化が図られることになり、護衛空母だけでなく軽空母も対潜戦任務に投入されるようになった。まず1949年に「ライト」が対潜戦任務に充当されたのち、朝鮮戦争直後に「カボット」「バターン」が対潜戦に対応して改修されており、これらの艦はCVLKとも称された。
しかしAFガーディアンやS2Fトラッカーのような、新世代の艦上哨戒機の能力を十全に発揮するには、軽空母でも性能不足だと考えられるようになった。1952年からは、更に大型のエセックス級などが対潜空母（CVS）に類別変更されていったこともあり、CVLKの運用が拡大されることはなく、CVL自体の運用も1959年までに終了している。ただしCVLKとして改修された2隻のうち、「カボット」は1967年よりスペイン海軍に貸与されて（後に購入）「デダロ」として再就役し、ヘリ空母として運用された。
イギリス海軍は、大戦期に建造した軽空母のうち、まずコロッサス級2隻、続いてセントー級3隻をコマンドー母艦（水陸両用作戦用のヘリ空母）に転用したほか、セントー級のうち「ハーミーズ」は後に対潜空母に再改装された。一方、マジェスティック級はイギリス本国ではほとんど運用されず、コロッサス級とともに海外に売却され、カナダ・オーストラリア・インドなどのイギリス連邦諸国やフランス・オランダ・ブラジル・アルゼンチンにおいて順次に再就役した。これらの艦は、蒸気カタパルトとアングルド・デッキの装備などの改装・改設計により最低限のジェット機運用能力を持っていたものの、1950年代に作られた艦上機が旧式化すると後継機が乏しく、1970年代にはほとんど実用的価値を失った。アルゼンチン海軍のコロッサス級「ベインティシンコ・デ・マヨ」は、1982年のフォークランド紛争の時点でも、アメリカ海軍が対潜空母（CVS）に搭載していたのと同じS-2艦上哨戒機とA-4艦上攻撃機を搭載して運用を継続しており、下記のSTOVL空母を旗艦とするイギリス海軍第317任務部隊の攻撃を試みたものの、機関の不調と凪いだ天候のために、同艦の航空艤装では爆装したA-4を発艦させることができず、断念された。

## V/STOL機搭載艦

### 冷戦期

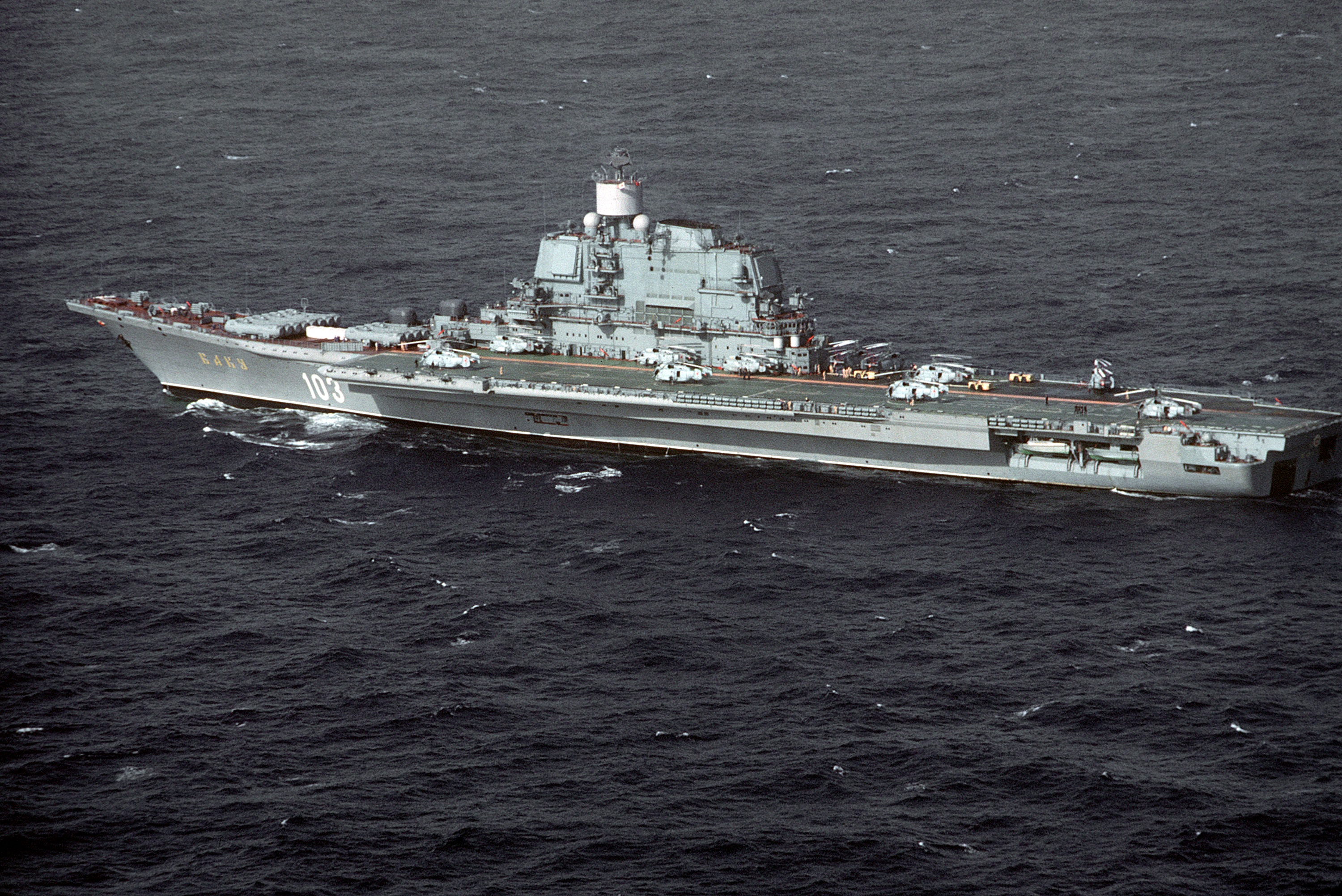
ソ連海軍の11434型

イギリス海軍では、1966年度国防白書で艦隊空母の廃止が決定されたのを受けて、艦隊空母を補完するヘリ空母として開発されていた護衛巡洋艦の機能充実を図ることになった。これは最終的に、垂直/短距離離着陸機であるシーハリアー艦上戦闘機の運用に対応したインヴィンシブル級（CVS）として結実し、対潜空母として運用されていた「ハーミーズ」も同機の運用に対応してスキージャンプ勾配の設置などの改修を受けた。これらは1982年のフォークランド紛争で実戦投入され、高い評価を受けた。
上記のように、CTOL機の大型化・大重量化に伴って、大戦世代の軽空母での運用が困難になっていたこともあり、ハリアーには注目が集まった。1973年、スペイン海軍は、アメリカ海兵隊仕様のハリアー（AV-8A）をもとにしたAV-8S攻撃機の取得を決定し、ヘリ空母として運用していた「デダロ」に搭載して運用した。また1979年には、インド海軍も、イギリスから購入したマジェスティック級軽空母「ヴィクラント」の搭載機として、シーハリアーFRS.51艦上戦闘機の導入を決定した。
アメリカ海軍も1万トン級の制海艦（SCS）を計画し、これ自体は実現しなかったものの、スペイン海軍では、老朽化した「デダロ」の後継艦としてSCSの準同型艦1隻を建造し、1988年に「プリンシペ・デ・アストゥリアス」として就役させた。更にタイ王国海軍向けとして、これを小型化した「チャクリ・ナルエベト」もスペインで建造された。またこのほか、イタリア海軍がヘリコプター巡洋艦の後継として建造した「ジュゼッペ・ガリバルディ」も、STOVL方式を想定して設計されたこともあって後にAV-8B攻撃機の搭載が実現し、1994年より引き渡しを受けて搭載した。
一方、ソ連海軍では、政治的な理由から空母の保有がなかなか実現せず、まずは水上戦闘艦に艦載ヘリコプターを搭載して運用していたが、その経験から、各艦に分散配備するよりは複数機を集中配備したほうが効率的であると判断され、ヘリ空母の保有が志向されることになった。まずヘリコプター巡洋艦として1123型対潜巡洋艦（モスクワ級）が建造され、1967年より就役したのち、1975年からは、Yak-38艦上攻撃機の運用に対応して全通飛行甲板を備えた1143型航空巡洋艦（キエフ級）が就役を開始したが、これは西側諸国では軽空母として受け止められた。

### 冷戦後

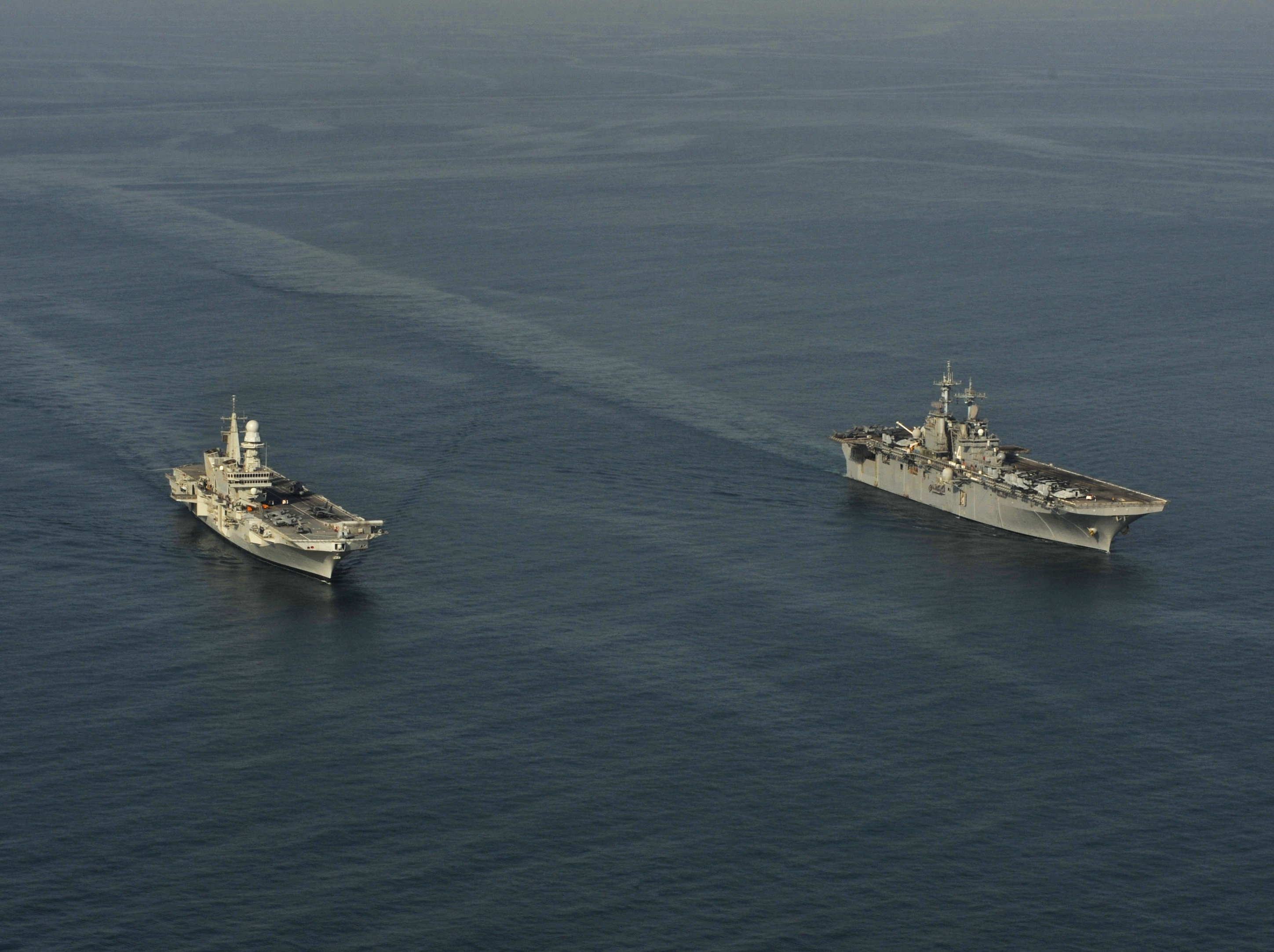
イタリア海軍「カヴール」とアメリカ海軍「ボクサー」。ワスプ級強襲揚陸艦の巨大さが分かる。

STOVL空母を運用していた海軍のうち、ソ連海軍（ロシア海軍）とインド海軍は、STOBAR方式によってCTOL機の運用に対応した空母の保有へと踏み出していった。イギリス海軍も、インヴィンシブル級の後継となるCVF計画艦ではCATOBAR方式を検討したものの、結局は満載排水量6万トン以上という巨艦ながらSTOVL方式として建造され、クイーン・エリザベス級として2017年より就役した。
上記の通り、アメリカ海軍のSCS計画そのものは実現しなかったものの、もともとイオー・ジマ級強襲揚陸艦「グアム」を実験台にして評価試験が行われていたこともあり、強襲揚陸艦をSCSとして運用することが検討されるようになった。1991年の湾岸戦争では、タラワ級強襲揚陸艦「ナッソー」にAV-8B攻撃機20機を搭載して「ハリアー空母」としての作戦行動が実施されており、砂漠の嵐作戦の最終週には、1日あたり60ソーティもの出撃が実施された。また議会もSCS構想にまだ未練があり、ワスプ級強襲揚陸艦では制海艦任務にも対応できるように設計が改訂された。2003年のイラク戦争では、「バターン」「ボノム・リシャール」がそれぞれ22機および24機のAV-8Bを搭載してハリアー空母として活動し、その有用性を認めさせたと評されている。また後継のアメリカ級強襲揚陸艦では更に航空運用機能の強化が図られており、新しいF-35B戦闘機を20機搭載しての「ライトニング空母」（CV-L）としての運用も検討されている。
このように優れた航空運用能力を備えつつ汎用性も優れた強襲揚陸艦が登場すると、空母の運用を終了して、その役割を強襲揚陸艦に引き継がせる国も出現した。スペイン海軍は「プリンシペ・デ・アストゥリアス」の退役後は空母を保有せず、強襲揚陸艦である「フアン・カルロス1世」を建造した。またオーストラリア海軍も、マジェスティック級「メルボルン」の退役とともに空母の運用を終了していたが、後に「フアン・カルロス1世」の準同型艦にあたるキャンベラ級を就役させた。またイタリア海軍も、「ジュゼッペ・ガリバルディ」の代艦は強襲揚陸艦である「トリエステ」とし、空母として建造した「カヴール」もヘリコプター揚陸艦としての活動にも対応するよう設計している。
また海上自衛隊でも、ヘリコプター搭載護衛艦（DDH）として建造したいずも型をSTOVL運用に対応できるように改装が行われ、アメリカ海兵隊のF-35Bの発着艦が行われた。「いずも」と「かが」について、日本政府はF-35Bで構成する部隊を常時搭載することはなく、憲法上保有が許されない「攻撃型空母」には当たらないとしている。
2024年時点、イスラム革命防衛隊で建造中のShahid Bagheriは非全通飛行甲板を備える無人機用の改造空母であるがスキージャンプを備え、アングルド・デッキについてはヴィラートのものを前後逆にしたような形状のものを備える。